# Johannes Becke (Politikwissenschaftler)
Johannes Becke (* 1982 in Bad Nauheim) ist ein deutscher Politikwissenschaftler.

## Akademische Laufbahn
Nach einem Zivildienst mit Aktion Sühnezeichen Friedensdienste in Israel studierte Becke Politikwissenschaft und Romanistik an der Ruprecht-Karls-Universität Heidelberg, der University of Illinois und der Universität Kairo. 2014 wurde er an der Freien Universität Berlin promoviert. Nach einer Minerva Fellowship an der Universität Tel Aviv und einer Postdoctoral Fellowship an der Universität Oxford wurde er 2015 Juniorprofessor für Israel- und Nahoststudien an der Hochschule für Jüdische Studien Heidelberg und dort 2020 als W2-Professor berufen. Seit 2022 ist er kooptiertes Mitglied der Philosophischen Fakultät der Ruprecht-Karls-Universität Heidelberg.
Seine Arbeitsschwerpunkte sind israelische Politik, die arabisch-israelischen Beziehungen sowie Staats- und Gesellschaftsbildung im Nahen Osten und in Nordafrika.
Becke ist Vertrauensdozent der Studienstiftung des deutschen Volkes.

## Schriften (Auswahl)
- The Land Beyond the Border. State Formation and Territorial Expansion in Syria, Morocco, and Israel. State University of New York Press, Albany 2021.
- mit Roland Gruschka (Hrsg.): Sprachheimaten und Grenzgänge. Festschrift für Anat Feinberg. Winter, Heidelberg 2021.
- mit Daniel Mahla und Michael Brenner (Hrsg.): Israel-Studien. Geschichte, Methoden, Paradigmen. Wallstein Verlag, Göttingen 2020.

## Belege
1. ↑  „Professor Dr. Johannes Becke“, auf hfjs.eu, abgerufen am 6. September 2024.
2. ↑  Nahoststudien-Master Uni Heidelberg. In: Universität Heidelberg. Abgerufen am 19. März 2024.
3. ↑  Lilly Wolter: »Feindschaft ist eine Nahbeziehung«. Jüdische Allgemeine, 31. Mai 2023, abgerufen am 19. März 2024.

| Personendaten    | Personendaten                    |
| ---------------- | -------------------------------- |
| NAME             | Becke, Johannes                  |
| KURZBESCHREIBUNG | deutscher Politikwissenschaftler |
| GEBURTSDATUM     | 1982                             |
| GEBURTSORT       | Bad Nauheim                      |